# Letizia Fortini
Letizia Fortini, pseudonimo di Letizia Mattioli (Milano, 1929 – Milano, 28 ottobre 2002), è stata una scrittrice e poetessa italiana.

## Biografia
Figlia del banchiere umanista Raffaele Mattioli, fu da lui incoraggiata a intraprendere la carriera letteraria, che la vide autrice di narrativa e poesia. Trasferitasi dopo essersi sposata nelle Colline del Chianti, frequentò gli ambienti letterari fiorentini, dove conobbe Anna Banti, considerata dalla Fortini come modello di vita e scrittura (lo pseudonimo, atto a nascondere l'ingombrante cognome paterno, venne scelto proprio in onore della Banti). Il suo importante archivio, con lettere da oltre cento corrispondenti tra cui Riccardo Bacchelli, Liliana Cavani, Umberto Eco, Natalia Ginzburg, Eugenio Montale, Eugenio Scalfari, Cesare Segre, è custodito nell'Archivio di Stato di Firenze, cui fu donato in parte nel 2000 dalla stessa scrittrice, in parte dal fratello Maurizio dopo la sua morte

## Opere principali
- Pena la vita, Milano, All'insegna del pesce d'oro, 1970
- Il cavallo nero, Milano, Adelphi, 1972
- Il punto acerbo, Milano, All'insegna del pesce d'oro, 1974
- Börje, Firenze, Vallecchi, 1980
- I sussurri delle api, Firenze, Vallecchi, 1985
- Con altra voce, Milano, All'insegna del pesce d'oro, 1986
- Esilio e morte di Robert Fox Lambert, Firenze, Vallecchi, 1987
- La valigia di cuoio di Russia: romanzo, Milano, Mondadori, 1995